# ملعب ماني رامجون
ملعب ماني رامجون هو ملعب كرة قدم يقع في مدينة مارابيا الترينيدادية . يسع الملعب لجلوس 10 آلاف متفرج . يعتبر الملعب الرسمي الذي يخوض فيه نادي ما باو مبارياته . تم افتتاح الملعب في سنة 2001 .